# Jurinella producta
Jurinella producta är en tvåvingeart som beskrevs av Charles Howard Curran 1947. Jurinella producta ingår i släktet Jurinella och familjen parasitflugor. Inga underarter finns listade i Catalogue of Life.